# Tetsuya Ogura
Tetsuya Ogura (Kanagawa, 26 augustus 1970) is een voormalig Japans voetballer.

## Carrière
Tetsuya Ogura speelde tussen 1993 en 1995 voor Gamba Osaka en Kyoto Purple Sanga.